# 中華民國—越南關係
中華民國與法屬印度支那於1935—1955年有總領事級關係，因時值冷战的國際情勢，中華民國與獨立後的越南共和国（通稱南越）於1955—1975年有大使級外交關係，後南越被越南民主共和国（通稱北越）併吞而中止外交關係，並與統一後的越南社會主義共和國幾乎中斷所有交流。1990年代冷戰趨緩，於對方首都互設具大使館功能的代表機構，越南亦是唯一与中华民国互設代表機構的社会主义国家。目前中華民國為越南第4大外商投資來源地。

## 歷史

### 中華民國與越南獨立運動
在中華民國尚未成立時，立志推翻滿清的同盟會和光復會曾經和越南獨立運動先驅潘佩珠有所往來。1912年中華民國臨時政府成立於南京時，潘佩珠也有去拜訪孫中山恭賀當選臨時大總統。
之後潘佩珠於1925年在上海被胡志明與林德樹聯合出賣給法屬印度支那殖民當局逮捕，越南獨立運動就由阮太學成立的越南國民黨進行活動。1930年的安沛起義失敗，阮太學等越南國民黨的成員被法屬印度支那殖民當局處決，由倖存者武鴻卿等人逃到中華民國境內繼續從事越南獨立運動。
1935年，中華民國設立駐河內總領事館、駐西貢領事館。
1941年2月，中華民國國民政府（汪精卫政權）向越南派駐通商代表。1945年8月，第二次世界大戰結束後，汪精衛政權亦滅亡。
1943年11月，在開羅會議上，中華民國國民政府主席蔣中正表示「希望協助越南獨立:694」。
第二次世界大戰結束後，盟軍太平洋總司令麥克阿瑟元帥命令越南北部的日軍向盟軍中國戰區最高統帥蔣中正投降。蔣為文認為，蔣委派的中國戰區第一受降區之主官盧漢將軍被形容為掠奪越南北部的陳儀，軍紀敗壞，官方和民間對其評價極差，故越南人再次引入法國，以驅逐中國勢力。
1946年，升格為駐西貢總領事館。 

### 中華民國與越南共和國的關係

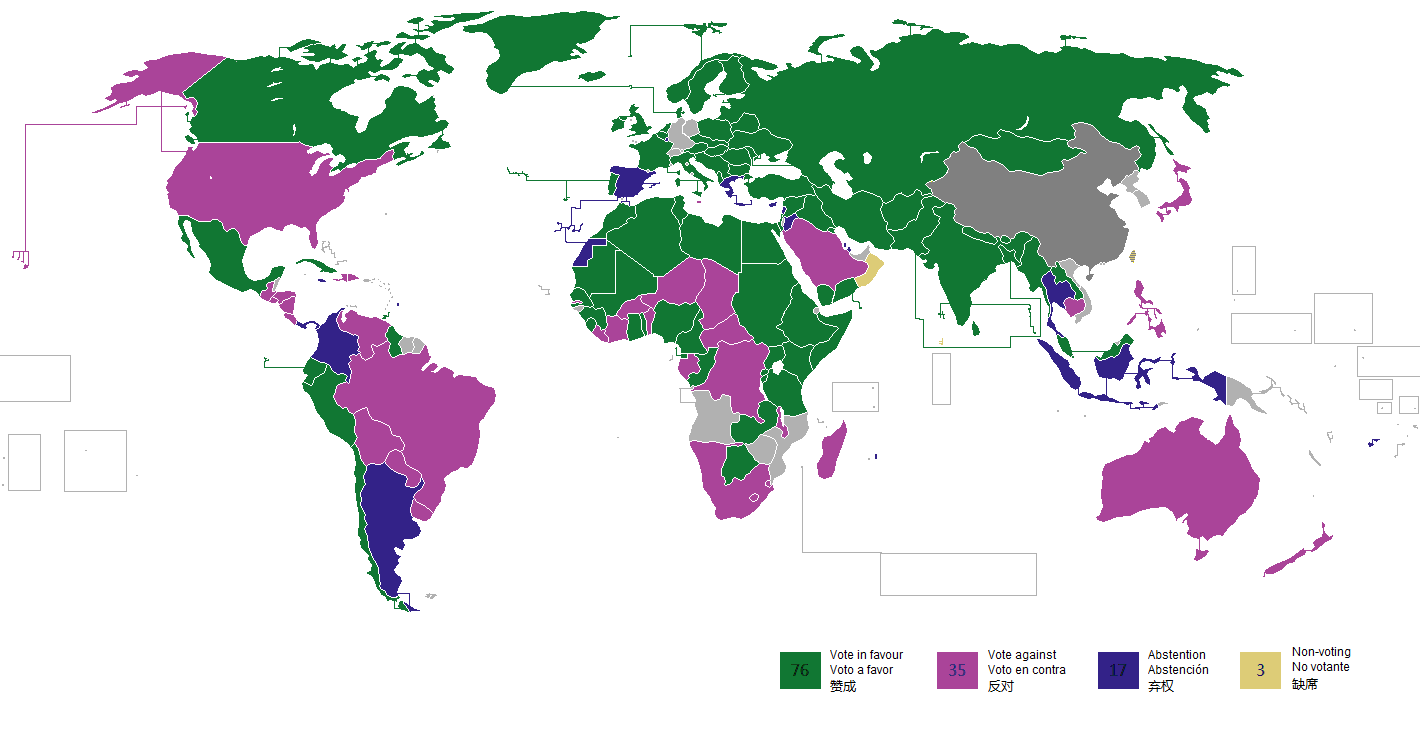
灰色國家表示非聯合國會員國，南北越當時尚未加入，因此不能對中華民國續留聯合國一案參與投票，即《聯合國大會2758號決議》。

1954年8月，第一次印度支那戰爭結束後，河內劃歸共产主义的越南民主共和国（北越）管轄，中華民國於1955年關閉駐河內總領事館。
當越南共和國（南越）未被越南民主共和國統一為越南社會主義共和國（今日的越南）時，因中華民國與南越擁有共同的反共立場，因此在南越第一任總統吳廷琰的帶領下，中華民國與南越的關係，相較於中華民國與其他東南亞國家的關係是相當親近的。
1955年10月，中華民國承認越南共和國。12月17日，雙方建立公使級外交關係，互派公使:77。原中华民国驻西贡总领事馆改为駐越南共和國公使馆，原总领事蔣恩鎧任公使馆代办。1956年，公使袁子健到任。
1956年，越南共和國於首都臺北設立駐中華民國公使館。
在建交過程中，中華民國本想互設大使館，但越南共和國以駐韓國等國均是公使館為由，要求互設公使館。後由於中華民國公使遲遲未能赴任，以及雙方爭執越南華僑國籍問題，導致首任南越公使最終亦未到任。1958年2月，雙方關係緩和，南越始派駐公使。
1958年7月1日，雙方升格為大使級外交關係，公使館升格為大使館，公使袁子健升任大使。中華民國駐南越大使館設於駐越美軍司令部附近的巴斯德街47號（Pasteur）:74，後移至徵女王街（Hai Bà Trưng）175號:75；南越駐華大使館則位於寧波西街:6。
1960年1月15日，越南共和國總統吳廷琰抵台訪問，與中華民國總統蔣中正會晤。1963年3月4日至9日，副總統陳誠訪問南越，與總統吳廷琰及副總統阮玉書會晤。1965年8月15日，南越總理阮高祺、外交部長陳文杜、國防部長阮友固等36人訪臺，16日獲蔣中正接見，會談加強臺、越反共合作，18日發表聯合公報:716。1969年5月30日，南越總統阮文紹首度抵台訪問並與蔣中正會晤；6月3日，與蔣中正舉行第三度會談，並發表共同對付共產黨侵略之聯合公報。:772。
1964年至1972年，中華民國駐南越大使由蔣中正之親信胡璉擔當，而南越駐中華民國大使則是由吳廷琰的弟弟擔綱，阮文紹主政後改為阮文紹胞兄阮文矯擔任大使直至使館關閉。雙方首都臺北與西貢更締結為姊妹市。
1970年8月11日，越南共和國總理陳善謙抵臺訪問。
1971年，阮文紹當選總統後，副總統嚴家淦曾前往西貢參加其就職典禮。同年10月，由於當時兩越皆非聯合國會員，因此無法就中國代表權問題表態，即《聯合國大會2758號決議》。1973年時阮文紹再次訪問中華民國。
1975年4月21日，阮文紹辭去總統後，於4月26日以越南共和國特使身分與前總理、也曾擔任駐華大使的陳善謙在美方安排下抵達台北訪問，但事實上是流亡台灣。在當時，有相當數量的南越留學生在中華民國留學。而中華民國政府雖未直接派軍參與越南戰爭，但仍有提供南越在經濟與政治上相當程度的支持，因此中華民國駐南越大使館亦曾遭到偽裝成華僑的越共游擊隊攻擊。先前在1975年3月底，中華民國駐峴港領事館已倉皇關閉，人員由陸海空路緊急撤往西貢。隨著南越政府的敗局已現，中華民國駐南越大使館亦於4月初開始逐步撤離非必要人員並於26日正式降旗關閉，大使及剩餘人員搭乘由中華航空營運，最後一班由新山一機場起飛的民航客機於深夜撤離，實質上結束了雙方關係。30日則隨著南越政府解散，近20年的外交關係正式畫下句點，中華民國外交部也撤除了門口的友邦國旗。隨著南越政府軍的指揮統御瓦解，湄公河三角洲的最後抵抗勢力也於5月2日全數向越共投降，外交部與末代大使阮文矯和流亡台灣的前總統阮文紹磋商後，寧波西街的南越駐華大使館亦於5月5日關閉。阮文矯大使則在阮文紹抵英国後留在台灣生活，後赴美國:6。5月12日，中華民國外交部正式命令駐南越大使館關閉。
當1975年4月30日西貢陷落時，南越航空滯留在松山機場的飛機成了中華航空創始時的第一批飛機。

### 無外交關係之後
1975年4月30日在西貢陷落之後，中華民國與越南的互動關係轉為無交流。
1979年2－3月的中越戰爭，以及1950－80年代中蘇交惡時中華民國與越南仍然是無交流往來。
1987年3月7日在金門烈嶼發生濫殺越南難民的三七事件（東崗慘案），但經中華民國國防部鄭重否認。 
1997年11月，越南遭受颱風侵襲，造成嚴重損失，中華民國政府捐贈3萬美元協助賑災。
2006年亞太經合會在越南舉行首長會議時，台灣積體電路製造公司（台積電）董事長張忠謀代替礙於政治因素而無法與會的中華臺北代表、中華民國總統陳水扁出席。而張忠謀搭至河內與會的專機是由中華民國空軍所營運的中華民國總統專機執行任務，此次出訪也創下該機在非中華民國領土或中華民國邦交國降落的先例。
2013年1月，對於《越南海洋法》將西沙群島及南沙群島納入越南主權及管轄範圍，中華民國外交部表達嚴正關切與抗議，並重申該群島屬於中華民國固有領土及水域，主權屬於中華民國，任何國家無論以任何理由或方式予以主張或佔據，俱屬非法，中華民國政府一概不予承認。
2014年5月中旬，越南由於和中國大陆間因南海糾紛爆發大規模排華暴動，由於臺灣企業在有大量投資，而台灣企業任用了許多中國大陸籍幹部，這些台灣老闆和中國大陸幹部在當地的不理性管理等因素，使得越南反华示威工人企圖從這些外資廠商裡揪出中國人，而由於台資企業在工廠門口使用漢字，以及越南承認一中政策，使台灣廠商首當其衝，損失嚴重。5月26日，越南工商部長武輝煌率團抵台，會見經濟部長張家祝。武輝煌對於暴動造成台商嚴重損失，表達深切遺憾及抱歉。
2020年4月14日，對於2019冠状病毒病疫情在全球擴散，中華民國外交部宣布第2波國際援助行動，其中捐贈160萬片口罩給越南在內的8個新南向政策國家。
2022年11月29日，中華民國在太平島周邊水域進行實彈演習。12月2日，越南外交部發表聲明，指台灣的實彈演習「嚴重侵犯」越南主權，要求台灣取消軍事演習。2023年6月8日，越南外交部再度表示台湾在太平岛周边水域举行实弹射击是严重侵犯越南主权。11日，中華民國外交部表示中华民国政府对南海诸岛及其相关海域享有国际法及《海洋法》上的一切权利。
2024年5月23日，越南外交部對於中國人民解放軍的「環台軍演」一事，表示關於兩岸關係的立場與主張，越南已經多次清楚說明。越南希望兩岸關係維持和平穩定與合作，這不僅是為了全球與區域的利益，也是為了兩岸人民的利益。
在越南，大部分政府公文和许多官方媒体在许多情况下以（台湾 (中国)）或（中国台湾）称呼中华民国，包括关于音乐和娱乐方面。其他媒体经常以“领土”（vùng lãnh thổ）或“岛”（hòn đảo）称台湾，以避免文章多次提及台湾。媒体有时使用“台湾省”（Tỉnh Đài Loan）来指整个台湾地区（不只是中华民国管辖的台湾省）。一般来说，越南官方媒体从不称台湾为“国家”。

### 代表機構
1992年6月30日，簽署相互設處協定。
1992年11月15日，中華民國在首都河內設立具大使館功能的駐越南台北經濟文化辦事處，另於第1大城設立駐胡志明市台北經濟文化辦事處。
1993年7月10日，越南在台北設立類似功能的駐台北越南經濟文化辦事處。

## 民間關係

### 在臺越南人
行政院勞工委員會於1999年11月1日公告接受台灣雇主申請越南勞工在台工作。並於2002年9月5日在台北舉行「第一屆台越勞工會議」。
目前在臺越南人的人數，粗估有22萬（含短期居留和非法居留者）。截至2017年，入籍中華民國的越南配偶有10萬0,418人（包括等待入籍者1萬9,097人）、持外僑居留證的越南籍人士有22萬8,704人（含配偶、勞工、船員及留學生等），合法在臺越南人數超過31萬人，臺灣已成為越僑第四大聚居地，僅次於美國、法國、澳洲。此外，臺灣也是越南勞工的最大輸出地，約占越南總輸出勞工數的50%。
台灣民眾黨籍政治人物、第11屆立法委員麥玉珍，是中華民國首位越南裔出身的立法委員。

### 教育／文化
1997年8月，成立胡志明市台灣學校（原名胡志明市台北學校）。自幼稚園至12年級，2學期制，全部中文授課，教材與中華民國教育部核定的教材相同。
2007年開始，與越南大學院校簽約辦理「越南地區華語文能力測驗」及選派教師在越南大學院校協助相關科系之華語文教學。
2009年，台越文化協會成立，其宗旨為促進台灣與越南之間的文化交流。
2013年，國立成功大學越南研究中心成立，其宗旨為促進台灣與越南之間的學術文化交流。該中心開辦的國際越南語認證為越南以外之第一個越南語認證制度。
2017年，越南赴台就學人數為7,339人，相較2016年成長53.7%，是臺灣第5大境外生來源地，僅次於中國大陸、馬來西亞、香港、日本。

### 觀光
2017年，台灣遊客赴越南共61萬6,232人次，僅次於中國大陸、韓國、日本、美國、柬埔寨；越南遊客前往台灣共38萬3,329人次。相較2016年皆大幅成長。

## 經濟

### 背景
南越於1975年淪陷後，中華民國與南越的外交關係即告中斷，並與新成立的越南社會主義共和國幾無往來。至1986年，越南對外採取革新開放政策後，兩國之間的關係開始解凍。1987年，台商也陸續前往越南投資。1990年代柏林圍牆倒塌、冷戰結束，兩國的商務往來更趨熱絡。近年因中美贸易战造成全球供应链移轉，許多臺商將生產據點由中國大陸移至东南亚，而越南接近中國大陸臺商的供應鏈，加上已簽署多項自由貿易協定（FTA）享有低关税優勢，以及具有充沛勞力資源，已成為臺商優先考慮轉投資之地點。新版《臺越投資促進及保障協定》（BIA）於2020年生效後，臺商在越南投資將獲得更充分保障。

### 貿易
中華民國對外貿易發展協會（外貿協會）於越南首都河內與第1大城胡志明市設立辦事處。經濟部國際貿易署也在首都河內設立駐越南代表處經濟組、在胡志明市設立辦事處經濟組。
2014年10月，越南對臺灣、中國大陸、马来西亚、印尼等地進口的冷軋不鏽鋼製品課徵為期5年的反倾销税，後決定再延長實施至2024年。
| 年分 | 貿易總額       | 貿易總額 | 貿易總額 | 出口至越南     | 出口至越南 | 出口至越南 | 自越南進口    | 自越南進口 | 自越南進口 | 順逆差 |
| 年分 | 金額           | 年增減   | 排名     | 金額           | 年增減     | 排名       | 金額          | 年增減     | 排名       | 順逆差 |
| ---- | -------------- | -------- | -------- | -------------- | ---------- | ---------- | ------------- | ---------- | ---------- | ------ |
| 2017 | 13,578,598,939 | ▲10.8%   | 9        | 10,457,897,460 | ▲9.9%      | 7          | 3,120,701,479 | ▲13.6%     | 17         | 順差▲  |
| 2018 | 14,469,876,186 | ▲6.6%    | 9        | 10,771,569,702 | ▲3.0%      | 7          | 3,698,306,484 | ▲18.5%     | 17         | 順差▼  |
| 2019 | 16,054,587,793 | ▲11.0%   | 8        | 10,772,300,047 | ▲0.0%      | 7          | 5,282,287,746 | ▲42.8%     | 11         | 順差▼  |
| 2020 | 16,019,541,667 | ▼0.2%    | 9        | 10,521,979,498 | ▼2.3%      | 7          | 5,497,562,169 | ▲4.1%      | 11         | 順差▼  |
| 2021 | 20,114,676,829 | ▲25.6%   | 9        | 13,967,563,743 | ▲32.7%     | 7          | 6,147,113,086 | ▲11.8%     | 13         | 順差▲  |
| 2022 | 21,560,838,644 | ▲7.2%    | 10       | 14,574,833,376 | ▲4.3%      | 8          | 6,986,005,268 | ▲13.6%     | 13         | 順差▼  |
| 2023 | 17,883,968,232 | ▼17.1%   | 11       | 11,725,887,273 | ▼19.5%     | 9          | 6,158,080,959 | ▼11.9%     | 13         | 順差▼  |
| 2024 | 22,201,879,086 | ▲24.1%   | 9        | 14,276,470,232 | ▲21.8%     | 8          | 7,925,408,854 | ▲28.7%     | 11         | 順差▲  |

2023年的兩國貿易項目如下：
出口至越南的前10大項目為：集成电路；光學透鏡、稜鏡、反射鏡與其他光學元件；印刷電路；合成纖維絲紗梭织物；熱軋之铁或非合金鋼扁軋製品；其他針織或鉤針織品；多元羧酸及其酐、鹵化物、过氧化物與过氧酸，其鹵化、磺化、硝化或亞硝化衍生物；針織品或鈎針織品，其寬度超過30公分，且含彈性紗或橡膠線重量在5%及以上；乙烯之聚合物；苯乙烯之聚合物等。
自越南進口的前10大項目為：積體電路；電話機（包括智能手机），以及其他傳輸或接收聲音、圖像之有線或通訊器具；特定用途機器之零件與附件；紡織材料製面鞋靴；半導體裝置、光敏半導體裝置、發光二極體、已裝妥之压电晶体；環烴；皮革製面鞋靴；波特蘭水泥、鋁質水泥、熔渣水泥、過硫酸水泥與其他類似之水硬性水泥；車輛之零件與附件；纸與纸板、纤维素胎與纖維素紙等。

### 投資
根據中華民國經濟部投資審議司統計，截至2023年5月，臺商在越南投資共903件，累計投資金額為136.51億美元。根據駐越南代表處經濟組統計，截至2023年6月，投資共2,994件，金額為373.70億美元，是越南第4大外商投資來源地，占比8.31%。另根據越南计划投资部統計，截至2022年，投資共2,905件，金額為353.27億美元，亦排名第4，僅次於韓國、新加坡、日本，高於香港。
越南自2007年起成為臺灣在东南亚国家联盟（東盟）的最大投資國，臺商在越南的投資型態以加工制造业為主，占比約80%，且所需原料或半成品多從臺灣進口與供應，在越南加工成最終產品後再出口至世界各地，貿易往來呈現互補互利的型態。
| 地區 | 家數      | 投資占比 | 產業                                                                                             |
| ---- | --------- | -------- | ------------------------------------------------------------------------------------------------ |
| 北越 | 約525家   | 15.5%    | 資訊電子、水泥、製鞋、金屬加工等。由於中美贸易战、全球供应链移轉，已有愈來愈多臺商進駐投資設廠。 |
| 中越 | 約125家   | 33.62%   | 以台塑企業的河靜省鋼鐵廠最具代表性，也是最大投資案，其餘為食品、電子等。                         |
| 南越 | 約2,195家 | 50.88%   | 業別多元性高，包括紡織、成衣、製鞋、汽、機車零組件、鋼鐵、食品加工、石化、輪胎、金融等。         |

根據中華民國經濟部投資審議司統計，截至2023年5月，越南在臺灣投資共380件，累計投資金額為0.71億美元。

#### 鋼鐵
2008年，台塑集團獲得越南政府核可在河靜省設立一貫作業煉鋼廠，累計投資金額超過108億美元，是越南歷年最大單一外商投資案，第1座高爐原訂於2015年5月開始投產，後因越南排華暴動廠區受到破壞延期。2016年7月，廠區被指控排放廢水導致魚群大量死亡，遭越南政府判罰5億美元。總裁王文淵與副總裁王瑞華前往越南洽談點火事宜時遭到威逼，甚至傳出被限制行動，4名幹部則因配合調查需要遭禁止出境，但仍可自由行動。最終於2017年5月點火營運，至2019年5月已有2座高爐運作。2020年底宣布除規劃全新3號高爐，並進一步擬定「鋼鐵衛星城」計畫，將做下游加工、零配件、運輸倉儲等產業。
2009年，中國鋼鐵公司（中鋼）與日本住友金屬工業共同合資的中鋼住金越南公司在巴地頭頓省投資11.5億美元設立年產量120萬公噸的冷軋鋼鐵廠，已於2013年10月開始投產。

#### 製鞋
台商鞋廠大部分集中在越南南部，主要在同奈、平陽、隆安、西寧等省份內的工業區，少數在越南北部如河內、海防等直轄市。總體而言，台商製鞋業者早已在越南建立了完整且龐大的鞋材、設備及人員的供應鏈系統。

### 臺商組織
1994年6月，成立「越南南部地區臺商聯誼會」、「越南北部地區臺灣商會」，將臺商活動正式轉型為有章程規範的臺商組織，於1997年10月獲越南政府頒發商會執照。並由南北雙會共同參加「世界臺灣商會聯合總會」成立典禮，合組「越南臺灣商會聯合總會」為代表越南的窗口，其下設有16個地區臺商會及一個青商會，分別在越南北部的河內市、海防市、北寧省、河靜省、太平省、寧平省，中部的峴港市，南部的胡志明市、同奈省、平陽省、隆安省、西寧省、林同省、巴地頭頓省、平福省、新順加工出區，以及4個聯誼會（自行車、家具、企业家、紡織成衣）。台商會與聯誼會現有會員數（包括公司與個人）約3,000個會員，連同透過第三地投資或未加入前述組織的台商，估計約4,000餘家。臺商人數約6萬餘人。

### 臺資銀行／保險
在服務業方面，近年臺資銀行、保險與租賃業者積極拓展越南金融服務市場，主要在河內與胡志明市設有據點或辦事處，其餘地區則設有分行。根據中華民國金融監督管理委員會（金管會）與越南國家銀行統計，目前臺灣銀行業者在越南共設有12家分行，另根據金管會統計，在越南另有1家子行與15個代表人辦事處。
| 次序 | 名稱             | 所在省市         | 次序 | 名稱                                          | 所在省市                                                                   |
| ---- | ---------------- | ---------------- | ---- | --------------------------------------------- | -------------------------------------------------------------------------- |
| 1    | 兆豐國際商業銀行 | 胡志明市         | 6    | 台北富邦商業銀行                              | 胡志明市、河內市、平陽省                                                   |
| 2    | 中國信託商業銀行 | 胡志明市         | 7    | 上海商業儲蓄銀行                              | 同奈省                                                                     |
| 3    | 第一商業銀行     | 胡志明市、河內市 | 8    | 玉山商業銀行                                  | 同奈省                                                                     |
| 4    | 永豐商業銀行     | 胡志明市         | 9    | 國泰世華商業銀行                              | 胡志明市                                                                   |
| 5    | 華南商業銀行     | 胡志明市         | 10   | 世越銀行 由國泰世華商業銀行與越南工商銀行合資 | 胡志明市、河內市、岘港市、 會安市、海防市、芹苴市、 平陽省、同奈省、廣南省 |

| 次序 | 名稱             | 所在省市         | 次序 | 名稱             | 所在省市       | 次序 | 名稱             | 所在省市         |
| ---- | ---------------- | ---------------- | ---- | ---------------- | -------------- | ---- | ---------------- | ---------------- |
| 1    | 台新國際商業銀行 | 胡志明市         | 5    | 國泰世華商業銀行 | 河內市、廣南省 | 9    | 玉山商業銀行     | 胡志明市、河內市 |
| 2    | 聯邦商業銀行     | 胡志明市、河內市 | 6    | 遠東國際商業銀行 | 胡志明市       | 10   | 中國信託商業銀行 | 河內市           |
| 3    | 臺灣新光商業銀行 | 胡志明市         | 7    | 華南商業銀行     | 河內市         | 11   | 上海商業儲蓄銀行 | 北寧省           |
| 4    | 臺灣銀行         | 胡志明市         | 8    | 永豐商業銀行     | 河內市         | 12   | 兆豐國際商業銀行 | 海防市           |

在產物保險方面，兆豐產物保險、明台產物保險在河內與胡志明市設有辦事處，富邦產物保險、國泰世紀產物保險則成立分公司；在人壽保險方面，南山人壽、新光人壽、台灣人壽在河內設有辦事處，國泰人壽、富邦人壽則成立分公司。

### 會展
目前舉辦的有：臺越產業合作論壇，由中華民國全國工業總會與越南商工總會共同舉辦。越南臺灣形象展，由中華民國對外貿易發展協會承辦，越南商工總會支持。臺越工商聯席會議，由中華民國國際經濟合作協會與越南商工總會擔任秘書處。前述皆原則上每年舉辦1次。

### 援助
與美國非政府組織Humpty Dumpty Institute合作，於越南廣治省進行「掃雷及養菇減貧計畫」，訓練地雷受創最嚴重之越南廣治省農民種植香菇，提供就業機會，改善當地受害貧農生活。以計畫資金無息貸款給農民種植香菇，農民部分收入則用於償還貸款；另與廣治省達克容縣合作進行「幸福藤蔓減貧創薪計畫」，藉由藤製品之產銷系統，自材料取得、品質控管、商品設計至市場通路之完整職業訓練，協助自立脫貧並改善工作環境。

## 司法

### 犯罪事件
2014年11月，越南警方在海防市破獲3處可疑詐騙據點並逮捕42名中華民國籍嫌犯、查獲大批電訊設備。越南警方表示將按照規定與中華人民共和國方面辦理司法合作手續，會將嫌犯送到中國大陸而非台灣。在2014年，越南警方至少破獲4起詐騙案件，已逮捕數10名涉及假冒警察、要求監管被害人財產詐騙案件的中華民國籍嫌犯。
2016年4月，越南警方逮捕跨國詐騙集團，其中有6名台灣人，被害人全是越南人。越南警方表示6名涉案嫌犯被拘留在平陽省的監獄裡，中華民國外交部表示，將會尊重對方的優先司法管轄權。
2016年12月，4名中華民國籍嫌犯在越南海防市涉及跨國電信詐騙，遭海防市公安逮捕。駐越南代表處獲知後派員交涉，要求依「原國籍管轄原則」遣返台灣，但中華人民共和國（以下簡稱對岸）以被害人皆是對岸民眾為由要求越南將所有犯嫌依兩國《司法互助條約》遣送至對岸，最後越南將4人在2017年1月1日被遣送至對岸。外交部表達遺憾及不滿，行政院大陸委員會也表達遺憾並提出嚴正抗議。

## 協定
| 日期           | 簽署 | 備註         |
| -------------- | --- | ------------ |
| 1966年8月19日  | 《中華民國政府與越南共和國政府空運臨時協定換文》 | [ 註 3 ]     |
| 1973年1月19日  | 《中越農業技術合作協定》 | 以下簡稱中越 |
| 1974年4月8日   | 《中越醫療合作協定》 |              |
| 1975年4月8日   | 《中越貸款協定》 |              |
| 1992年6月30日  | 《臺越相互設處協定》 | 以下簡稱台越 |
| 1993年4月21日  | 《駐越南台北經濟文化辦事處和駐台北越南經濟文化辦事處投資促進和保護協定》 |              |
| 1993年7月29日  | 《台北投資業務處和河內投資業務處間投資促進瞭解備忘錄》 |              |
| 1993年11月25日 | 《臺越通航協定》 | [ 註 4 ]     |
| 1994年2月23日  | 《中華民國台灣郵政總局與越南郵政總局間關於國際快捷郵件服務瞭解備忘錄》 |              |
| 1995年6月19日  | 《臺北商品檢驗局與河內標準品質總局間瞭解備忘錄》 |              |
| 1996年8月14日  | 《行政院衛生署與越南人口暨家庭計畫國家委員會瞭解備忘錄》 | [ 註 5 ]     |
| 1998年4月6日   | 《臺越避免所得稅雙重課稅暨防杜逃稅協定》 |              |
| 1999年5月6日   | 《台越派遣及接納越南勞工協定》 《臺越農漁業合作協定》 |              |
| 1999年10月20日 | 《臺越防癆交流合作備忘錄》 |              |
| 2001年12月26日 | 《附約二號（中華民國行政院衛生署與越南國家人口暨家庭計畫委員會瞭解備忘錄）》                                                                                                   | [ 註 6 ]     |
| 2002年9月      | 《臺越人文與社會科學合作協定》 |              |
| 2002年11月25日 | 《臺越保育瀕臨絕種物種技術合作備忘錄》 |              |
| 2004年8月12日  | 《臺越符合性評估結果相互承認合作協定》 |              |
| 2005年9月5日   | 《臺越農漁業合作協定延長效期換函》 |              |
| 2005年9月8日   | 《臺澎金馬個別關稅領域與越南社會主義共和國越南加入世界貿易組織雙邊談判協定》 《臺灣標準檢驗局與越南標準品質總局標準化、度量衡及符合性評估領域合作瞭解備忘錄》 《臺越貿易協定》 |              |
| 2006年1月20日  | 《金融監督管理委員會與越南中央銀行有關銀行監理資訊換函》 |              |
| 2006年12月2日  | 《台越教育合作協定》 | [ 註 7 ]     |
| 2006年12月15日 | 《臺越存款保險合作備忘錄》 |              |
| 2007年2月15日  | 《臺越防治禽流感疫情合作瞭解備忘錄》 | [ 註 8 ]     |
| 2008年8月4日   | 《臺越海關情資交換瞭解備忘錄》 |              |
| 2008年9月15日  | 《臺越教育瞭解備忘錄》 |              |
| 2009年1月22日  | 《臺越科技合作協定》 |              |
| 2009年6月26日  | 《臺越貨品暫准通關證協定》 |              |
| 2010年4月12日  | 《臺越民事司法互助協定》 |              |
| 2010年6月24日  | 《台越衛生醫療合作協定》 |              |
| 2010年7月19日  | 《臺越證券交易所雙邊合作備忘錄》 |              |
| 2011年9月8日   | 《臺越財政合作備忘錄》 《臺越關務行政互助協定》 |              |
| 2012年5月9日   | 《臺越觀光合作瞭解備忘錄》 | [ 註 9 ]     |
| 2012年7月      | 《臺越合作預防及打擊犯罪協定》 |              |
| 2013年7月10日  | 《臺越移民事務合作協定》 |              |
| 2014年12月     | 《臺越外交學院合作協定》 《臺越打擊毒品犯罪合作協定》 |              |
| 2015年5月26日  | 《臺越交通運輸合作瞭解備忘錄》 |              |
| 2016年7月6日   | 《臺越跨境原產地證明書交換合作計畫瞭解備忘錄》 |              |
| 2016年9月8日   | 《臺越土壤及地下水保護技術暨科學合作協定》 |              |
| 2019年12月18日 | 《台越投資促進及保障協定》 | [ 註 10 ]    |
| 2021年11月5日  | 《臺越植物品種檢定及保護國際合作瞭解備忘錄》 |              |

## 簽證

持中華民國護照的中華民國國民簽證要求分布圖：入境越南可以電子簽證（富國島可以免簽證）。

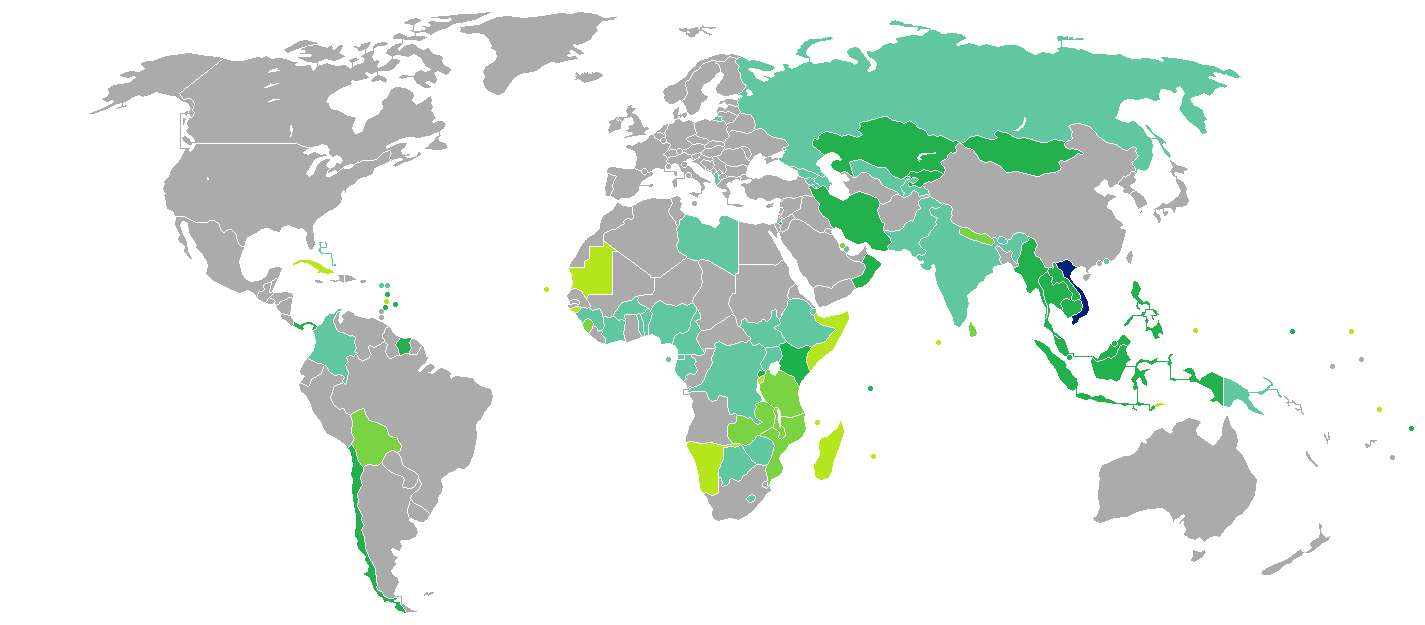
持越南護照的越南國民簽證要求分布圖：入境中華民國需要簽證。

兩國國民皆須申請簽證方可入境對方國家。越南國民或越僑之外籍配偶與子女，可5年免簽證入境越南。持有中華民國護照的中華民國國民可以申請電子簽證入境越南。以航空過境越南可免簽證，但部分低成本航空公司在越南未提供轉機服務，旅客須先入境再出境，應詢問航空公司是否事先申辦簽證；前往富國島可以免簽證入境，停留最多30天，若從富國島繼續前往越南其他地區，應事先於入境富國島前辦妥越南簽證。
持越南護照的越南國民符合特定要求者，可透過中華民國政府的「東南亞國家人民來臺先行上網查核」申請免簽證，停留最多14天；抵台參加團客旅遊，或由中央政府機關主辦、協辦或贊助之國際會議、運動賽事、商展或其他活動，可以電子簽證入境中華民國，停留最多30天並不得延期。

### 事件
2018年12月底，藉由新南向政策的「東南亞國家優質團體旅客來臺觀光簽證作業規範（觀宏專案）」抵台旅遊的4個越南觀光團152人集體脫隊，是台灣歷年最大的脫逃事件，中華民國外交部與內政部移民署已註銷其電子簽證，並全面追人。

## 交通

### 航空
1962年，中華航空開闢台北↔西貢（現稱胡志明市）的航線，為兩國間的航班之始。
目前有定期航班來往的城市如下（截至2023年6月26日）：

#### 客運
| 中華民國 | 越南（按照都會區人口排列） |
| -------- | --- |
| 臺北     | 胡志明市（中華航空、長榮航空、立榮航空由長榮航空營運、星宇航空、越南航空、越捷航空） 河內（中華航空、長榮航空、星宇航空、越南航空、越捷航空、越竹航空） 芹苴（捷星太平洋航空）（越捷航空於2023年10月29日復航） 峴港（中華航空、長榮航空、星宇航空、灣虎航、越捷航空、越竹航空、捷星太平洋航空） |
| 臺中     | 胡志明市（華信航空、越捷航空） 河內（越捷航空） |
| 臺南     | 胡志明市（越捷航空） |
| 高雄     | 胡志明市（越南航空、越捷航空）（越竹航空*延期開航） 河內（越南航空、越捷航空）（越竹航空*） 峴港（台灣虎航、越竹航空） |

#### 貨運
| 中華民國 | 越南                                                        |
| -------- | ----------------------------------------------------------- |
| 臺北     | 胡志明市（中華航空貨運） 河內（中華航空貨運、長榮航空貨運） |

#### 事件
2020年2月1日，越南政府對於2019冠状病毒病疫情擴散，全國進入防疫狀態，因此停止越南所有往返兩岸四地的航班。但越南民用航空局當晚解除對台灣的禁令，2日也解除對香港與澳門的禁令，但對中國大陸仍全面停飛。

## 外部連結
| - 中華民國外交部－越南社會主義共和國簡介 （页面存档备份，存于） - 駐越南台北經濟文化辦事處（Facebook、僑務秘書、科技組） - 駐胡志明市辦事處（Facebook、僑務組） - 外交部領事事務局－國外旅遊警示分級表 - 中華民國衛生福利部－國際旅遊疫情建議等級 - 中華民國國際經濟合作協會 （页面存档备份，存于） - 臺灣貿易中心駐河內辦事處 - 臺灣貿易中心駐胡志明市辦事處（Facebook） - 越南臺灣商會聯合總會（Facebook） - 北寧分會 - 河靜分會的Facebook專頁 - 河內分會的Facebook專頁 - 峴港分會的Facebook專頁 - 平陽分會的Facebook專頁 - 青商會的Facebook專頁 - 臺越工商合作發展協會 - 台越文化協會 - 國立成功大學越南研究中心 - 越南移工移民辦公室（Facebook） - 越南家扶中心的Facebook專頁 | - 駐台北越南經濟文化辦事處（Facebook） - 勞工管理組 |